# Kirkjufell
Kirkjufell (463 m n.p.m.) – góra znajdująca się na zachodnim wybrzeżu Islandii, na półwyspie Snæfellsnes, W pobliżu znajduje się miasteczko Grundarfjörður. Rozpoznawalna dzięki swojemu stożkowatemu kształtowi i dużej stromości. Przez miejscowych jest uważana za najpiękniejszy szczyt półwyspu Snæfellsnes. Góra często pojawia się na kartkach pocztowych z Islandii.
Przed nadaniem obecnej nazwy, okoliczni mieszkańcy nazywali ją Firðafjall (Góra Zatoki).

## Wspinaczka
Na Kirkjufell można się wspinać, jednak ze względu na strome ściany jest przeznaczona dla doświadczonych wspinaczy tylko przy sprzyjającej pogodzie. Wspinaczka podczas opadów deszczu lub śniegu jest uważana za bardzo ryzykowną. Na szczycie zainstalowano linę, która pomaga pokonać ostatnie metry. Znane są przypadki śmierci wspinaczy podczas forsowania szczytu.

## Odniesienie
Zdjęcie przedstawiające górę Kirkjufell przedstawiono na okładce albumu pt. Wanderer z 2016, niemieckiej grupy muzycznej Heaven Shall Burn. 